# قوانين الاتحاد لعام 1800
تُعتَبر قوانين الاتحاد لعام 1800 (يُشار إليها أحيانًا كقانون واحد للاتحاد لعام 1801) بمثابة قوانين مماثلة لبرلماني بريطانيا العظمى وأيرلندا اللذين وحّدا كلًا من مملكة بريطانيا العظمى ومملكة أيرلندا (سابقًا في اتحاد شخصي) بهدف إقامة المملكة المتحدة لبريطانيا العظمى وأيرلندا. دخلت القوانين حيّز التنفيذ في 1 يناير 1801، وعقد برلمان المملكة المتحدة المدمج أول اجتماع له في 22 يناير 1801.
بقي القانونان ساريا المفعول في المملكة المتحدة لبريطانيا العظمى وأيرلندا الشمالية، مع إدخال تعديلات عليهما، بينما ألغيا في جمهورية أيرلندا.

## التسمية
أقِرَّ قانونان في عام 1800 يحملان نفس العنوان الطويل، وهو قانون اتحاد بريطانيا العظمى وأيرلندا. كان العنوان القصير لقانون البرلمان البريطاني هو قانون الاتحاد مع أيرلندا لعام 1800، والمخصّص بموجب قانون العناوين القصيرة لعام 1896. أُطلِق على العنوان القصير لقانون البرلمان الأيرلندي اسم قانون الاتحاد (أيرلندا) لعام 1800، والمُخصّص بموجب قانون 1951 الصادر عن برلمان أيرلندا الشمالية، وبالتالي لم يكن ساري المفعول في جمهورية أيرلندا، إذ أشير إليه بعنوانه الطويل عند إلغائه في عام 1962.

## الخلفية
قبل هذه القوانين، انخرطت أيرلندا في اتحاد شخصي مع إنجلترا منذ عام 1541، عندما أقر البرلمان الأيرلندي قانون التاج الأيرلندي لعام 1542، الذي أعلن الملك هنري الثامن ملك إنجلترا ملكًا لأيرلندا. مكّن اعتبار ملك إنجلترا انطلاقًا من القرن الثاني عشر بمثابة السيد الفعلي على سلطة أيرلندا، أحدَ المناصب البابوية. دخلت مملكتا أيرلندا وإنجلترا فيما بعد في اتحاد شخصي مع مملكة اسكتلندا إثر اتحاد التيجان في عام 1603.
في عام 1707، اتّحدت مملكتا إنجلترا واسكتلندا في ظل مملكة واحدة: مملكة بريطانيا العظمى. فيما تلا هذا الاتحاد، أصدر كل مجلس في البرلمان الأيرلندي خطاب تهنئة إلى الملكة آن، يدعو فيه: «ليضع الرب المزيد من القوة في قلبك الملكي والمزيد من البريق في تاجك، من خلال اتحاد أكثر شمولية». تعرّض البرلمان الأيرلندي في ذلك الوقت لعدد من القيود التي جعلته خاضعًا لبرلمان إنجلترا (ومن بعده برلمان بريطانيا العظمى إثر اتحاد إنجلترا واسكتلندا)؛ ومع ذلك، حصلت أيرلندا على استقلال تشريعي فعلي عن بريطانيا العظمى من خلال دستور عام 1782.
اقتصر الوصول إلى السلطة المؤسسية في أيرلندا حينها على أقلية صغيرة، وهم الأنغلو-إيرلنديون المنتمون للبروتستانتية المهيمنة، وأدّى الإحباط الناتج عن شحّ الإصلاحات بين الأغلبية الكاثوليكية في نهاية المطاف، بالتزامن مع غيره من الأسباب، إلى التمرد في عام 1798، حاملًا في طياته غزوًا فرنسيًا لأيرلندا والسعي إلى تحقيق الاستقلال الكامل عن بريطانيا العظمى. سُحِق هذا التمرد بعد إراقة الكثير من الدماء، وظهرت النزعة اللاحقة لتحقيق الاتحاد بين بريطانيا العظمى وأيرلندا الذي أُقرَّ في عام 1800، مدفوعةً بصورة جزئية على الأقل، بالاعتقاد الذي يُحمِّل كلًّا من الموالين الرجعيين الوحشيين والأيرلنديين الوحدويين نفس القدر من المسؤولية عند التوجه نحو تحديد سبب التمرد.
علاوةً على ذلك، نُوقِش الانعتاق الكاثوليكي في بريطانيا العظمى، وساهمت المخاوف من إحداث الغالبية الكاثوليكية حديثة الانعتاق في تغيير جذري في شخصية الحكومة الأيرلندية والبرلمان في التوجه اللندني نحو دمج البرلمانات.

## إقرار القوانين
تحتّم إقرار القوانين المتكاملة في برلماني بريطانيا العظمى وأيرلندا.
حصل البرلمان الأيرلندي على درجة كبيرة من الاستقلال التشريعي بموجب دستور عام 1782. صان العديد من أعضاء البرلمان الأيرلندي هذه الاستقلالية (لا سيما هنري غراتان) ورُفض بالقانون اقتراحٌ لتحقيق الاتحاد عام 1799.
سُمِح للأنجليكانيين فقط بالوصول إلى برلمان أيرلندا، على الرغم من كون الغالبية العظمى من السكان الأيرلنديين من الروم الكاثوليك، ووجود العديد من المشيخيين في أولستر. استعاد الروم الكاثوليك في عام 1793 حق التصويت شرط امتلاكهم أو استئجارهم ممتلكات تبلغ قيمتها 2 جنيه إسترليني. أيّدت الكنيسة الكاثوليكية بمختلف تدرجاتها الاتحاد بقوة، على أمل تحقيق الانعتاق السريع والحصول على الحق في حيازة مناصب برلمانية –وهذا ما تأخر حدوثه حتى عام 1829 بعد إقرار القوانين.
اعتُبرَت الوحدة أمرًا مستحبًّا من وجهة نظر بريطانيا العظمى بسبب الغموض الذي تبع التمرد الأيرلندي عام 1798 والثورة الفرنسية عام 1789؛ إذا تبنت أيرلندا الانعتاق الكاثوليكي، طوعًا أو كراهيةً، يمكن لبرلمان كاثوليكي روماني الانفصال عن بريطانيا والتحالف مع الفرنسيين، بينما يستبعد هذا الإجراء نفسه داخل المملكة المتحدة هذا الاحتمال. منح البرلمانان الأيرلندي والبريطاني الأمير الوصي على العرش صلاحيات مختلفة، في فترة إقامة الوصاية خلال «جنون» الملك جورج الثالث. دفعت هذه الاعتبارات بريطانيا العظمى إلى الذهاب نحو محاولة دمج المملكتين وبرلمانيهما.
حُقَّق الإقرار النهائي للقانون في البرلمان الأيرلندي بأغلبية كبيرة، ويرجع ذلك بصورة جزئية وفقًا لما أوردته الوثائق المعاصرة إلى أساليب الرشوة ومنح النقاد لقب النبلاء وتكريمهم بهدف الحصول على أصواتهم. هُزمت المحاولة الأولى لإقرار القانون في مجلس العموم الأيرلندي بواقع 109 أصوات مقابل 104، بينما أسفر التصويت الثاني في عام 1800 عن انتصار ب 158 صوتًا مقابل 115.

## الأحكام
كانت قوانين الاتحاد بمثابة قانونين متكاملين، هما:
- قانون الاتحاد مع أيرلندا لعام 1800 (39 و40 جيو. 3 سي. 38)، وهو قانون صادر عن برلمان بريطانيا العظمى.[5]
- قانون الاتحاد (أيرلندا) 1800 (40 جيو. 3 سي. 38)، وهو قانون صادر عن برلمان أيرلندا.[6]

أُقِرَّت هذه القوانين في 2 يوليو 1800 و1 أغسطس 1800 على التوالي، ودخلت حيز التنفيذ في 1 يناير 1801. وصدّقت القوانين على ثماني مواد سبق أن وافق عليها البرلمانان البريطاني والإيرلندي:
- تتناول المواد من الأولى إلى الرابعة الجوانب السياسية للاتحاد. وقد خلقت برلمانًا موحدًا.
- انضمّ أعضاء برلمان بريطانيا العظمى في ذلك الوقت إلى مجلس اللوردات، بصفة اللوردات الروحيين، إذ تناوب أربعة أساقفة من كنيسة أيرلندا بين الأبرشيات في كل دورة، وبصفة النبلاء الممثلين التابعين للوردات الدنيويين والبالغ عددهم 28، إذ يُنتَخبون مدى الحياة من قبل نبلاء أيرلندا.
- كان من المقرر أن يشمل مجلس العموم ممثلي فترة ما قبل الاتحاد من بريطانيا العظمى و100 عضو من أيرلندا: عضوان من كل مقاطعة من المقاطعات الاثنتين والثلاثين ومن أكبر إقليمين، وعضو واحد من كل من الأقاليم الواحد والثلاثين التالية ومن جامعة دبلن. حُرمَت الأقاليم البرلمانية الأيرلندية المتبقية من حق التمثيل: كانت جميعها أقاليم خاصة، تلقى قادتها تعويضًا قدره 15000 جنيه إسترليني عن فقدان ما كان يُعتَبر من ممتلكاتهم.
- وحّدت المادة الخامسة كنيسة إنجلترا الرسمية وكنيسة أيرلندا في «كنيسة أسقفية بروتستانتية واحدة، تُسمى الكنيسة المتحدة لإنجلترا وإيرلندا»؛ لكنها أكّدت أيضًا على استقلال كنيسة اسكتلندا.
- أنشأت المادة السادسة اتحادًا جمركيًا، لكن مع استثناء بقاء الرسوم الجمركية على عدد من البضائع البريطانية والإيرلندية التي تمر بين البلدين لمدة 10 سنوات (بسبب الكساد التجاري الناتج عن الحرب المستمرة مع فرنسا الثورية).
- نصّت المادة السابعة على التزام أيرلندا بالمساهمة بجزأين من سبعة عشر جزءًا من إنفاق المملكة المتحدة. مثّل هذا الرقم نسبة التجارة الخارجية الأيرلندية إلى البريطانية.
- صاغت المادة الثامنة الجوانب القانونية والقضائية للاتحاد.

ساعدت وعود الاتحاد بتحقيق الانعتاق الكاثوليكي على جذب العديد من الكاثوليك الأيرلنديين، مع السماح للروم الكاثوليك بالحصول على العضوية البرلمانية، التي حُرِموا منها في عهد البرلمان الأيرلندي. ومع ذلك أعاد الملك جورج الثالث حالة الحظر هذه مُجادلًا بأن انعتاق الروم الكاثوليك سيشكل خرقًا لقسم تتويجه، ولم يتحقق الانعتاق حتى عام 1829.
دُمج الجيش الأيرلندي المستقل تقليديًا، والذي حصل على تمويله من البرلمان الأيرلندي، في الجيش البريطاني الأكبر.

### البرلمان الأول
لم يُنتخَب أي أعضاء جدد لمجلس العموم في أول برلمان للمملكة المتحدة لبريطانيا العظمى وأيرلندا. تبعًا لمرسوم ملكي مرخص بموجب القانون، شغل جميع أعضاء مجلس العموم الأخير من بريطانيا العظمى مقاعد في مجلس النواب الجديد، واختير من أيرلندا 100 عضو من مجلس العموم الأيرلندي الأخير؛ عضوان من كل من المقاطعات الاثنتين والثلاثين ومن أكبر إقليمين، وعضو واحد (يُختار بالقرعة) من كل من الأقاليم الـواحد والثلاثين التالية ومن جامعة دبلن.
علم الاتحاد
ما يزال العلم الذي أُنشِئ إثر إقامة الاتحاد بين مملكة بريطانيا العظمى وأيرلندا في عام 1800، علمًا للمملكة المتحدة. سُمّي بعلم الاتحاد، وجمع بين أعلام صليب القديس جرجس (الذي اعتُبر شامِلًا لويلز) وسالتير القديس أندرو دالًّا على اسكتلندا مع سالتير القديس باتريك ممثلًا أيرلندا (يمثل الآن أيرلندا الشمالية).